# Lok-Sabha-Wahlkreis Bangalore North
Der Lok-Sabha-Wahlkreis Bangalore North ist ein Wahlkreis bei den Wahlen zur Lok Sabha, dem Unterhaus des indischen Parlaments. Er liegt im Bundesstaat Karnataka und umfasst den Nordteil der Metropole Bangalore.
Bei der letzten Wahl zur Lok Sabha waren 2.401.472 Einwohner wahlberechtigt.

## Letzte Wahl
Die Wahl zur Lok Sabha 2014 hatte folgendes Ergebnis:
| Kandidat              | Partei                | Stimmen |
| --------------------- | --------------------- | ------- |
| D. V. Sadananda Gowda | BJP                   | 52,9 %  |
| C. Narayana Swamy     | INC                   | 36,0 %  |
| Abdul Azeem           | JD(S)                 | 6,8 %   |
| Babu Mathew           | AAP                   | 2,1 %   |
| Sonstige              | Sonstige              | 1,3 %   |
| Keiner der Kandidaten | Keiner der Kandidaten | 0,9 %   |

## Wahl 2009
Die Wahl zur Lok Sabha 2009 hatte folgendes Ergebnis:
| Kandidat             | Partei   | Stimmen |
| -------------------- | -------- | ------- |
| D. B. Chandre Gowda  | BJP      | 45,2 %  |
| C. K. Jaffer Sharief | INC      | 39,3 %  |
| R. Surendra Babu     | JD(S)    | 11,1 %  |
| Sonstige             | Sonstige | 4,3 %   |

## Bisherige Abgeordnete
| Wahl      | Name                  | Partei | Stimmen |
| --------- | --------------------- | ------ | ------- |
| 1951–1952 | N. Keshavaiengar      | INC    | 47,2 %  |
| 1977      | C. K. Jaffer Sharief  | INC    | 54,2 %  |
| 1980      | C. K. Jaffer Sharief  | INC(I) | 55,2 %  |
| 1984      | C. K. Jaffer Sharief  | INC    | 51,1 %  |
| 1989      | C. K. Jaffer Sharief  | INC    | 51,9 %  |
| 1991      | C. K. Jaffer Sharief  | INC    | 41,7 %  |
| 1996      | C. Narayanaswamy      | JD     | 48,6 %  |
| 1998      | C. K. Jaffer Sharief  | INC    | 42,1 %  |
| 1999      | C. K. Jaffer Sharief  | INC    | 51,1 %  |
| 2004      | H. T. Sangliana       | BJP    | 40,9 %  |
| 2009      | D. B. Chandre Gowda   | BJP    | 45,2 %  |
| 2014      | D. V. Sadananda Gowda | BJP    | 52,9 %  |

## Wahlkreisgeschichte
Ein Wahlkreis Bangalore North bestand bereits bei der ersten Lok-Sabha-Wahl 1951. Im Vorfeld der Lok-Sabha-Wahl 1957 wurden die Wahlkreise neuformiert. Aus den vormaligen Wahlkreisen Bangalore North und Bangalore South entstanden die neuen Wahlkreise Bangalore und Bangalore City. Zur Lok-Sabha-Wahl 1977 wurde der Wahlkreis Bangalore North wiedergegründet. Er entstand durch die Teilung des Wahlkreises Bangalore in die Wahlkreise Bangalore North und Bangalore South. Bei der Neuordnung der Wahlkreise im Vorfeld der Wahl 2009 wurde der Wahlkreis Bangalore North neu zugeschnitten. Er gab einen Teil seines Gebietes an den Wahlkreis Chikballapur und den neugegründeten Wahlkreis Bangalore Central ab. Zugleich wurde dem Wahlkreis Bangalore North ein kleinerer Teil des Gebietes des Wahlkreises Bangalore South zugeschlagen.